# 中医薬大学駅 (杭州市)
中医薬大学駅（ちゅういやくだいがくえき）は、中華人民共和国浙江省杭州市杭州市浜江区浦沿路と連江街の交差点に位置する杭州地下鉄4号線と6号線の駅。

## 歴史
- 2018年1月9日：4号線の駅として開業[1]。
- 2020年4月23日：6号線の駅が開業し、乗換駅となる[2]。

## 駅構造
4号線浦沿方面と6号線桂花西路・双浦方面のホームが地下2階、4号線池華街方面と6号線枸橘弄方面のホームが地下3階にある。島式2面4線のホームを共用しており、同一方向の乗り換えにおいて対面乗り換えが可能な構造となっている。また、地下3階の2線（4号線池華街方面と6号線枸橘弄方面）の間には連絡線が設置されている。

### のりば
| 路線          | 方向 | 行先                           |
| ------------- | ---- | ------------------------------ |
| 地下2階ホーム |      |                                |
| ■ 4号線       | 下り | 浦沿方面                       |
| ■ 6号線       | 下り | 桂花西路・双浦方面             |
| 地下3階ホーム |      |                                |
| ■ 4号線       | 上り | 火車東站・池華街方面           |
| ■ 6号線       | 上り | 火車東站（東広場）・枸橘弄方面 |

（出典：杭州地下鉄:站内空间示意图）

## 駅周辺
- 浙江中医薬大学
- 志成ビル
- 東方通信（中国語版）科技園
- 中恒ビル
- 積家小区
- 江南商業ビル

## 隣の駅
杭州地下鉄
■ 4号線
楊家墩駅 - 中医薬大学駅 - 聯荘駅
■ 6号線
西浦路駅 - 中医薬大学駅 - 偉業路駅